# Întîlnire cu Hebe
Întîlnire cu Hebe este o nuvelă și o colecție de povestiri științifico-fantastice ale scriitorului român Ovidiu Șurianu. A apărut în 1972 la editura Albatros în colecția Fantastic Club. Colecția cuprinde povestirea „Galbar” și nuvela omonimă.

## Prezentare

### Galbar
Povestirea prezintă contactul unei colonii pământene de pe planeta Marte cu o civilizație extraterestră.

### Întîlnire cu Hebe
Matt Rogers are 51 de ani. După ce efectuează un zbor spațial în jurul Pământului, constată că a întinerit, având cu peste 20 de ani mai puțin.

## Analiză
Ovidiu Șurianu solicită cititorul în direcția meditației filozofice cu privire la relația individ-societate în condiții de pionierat cosmic, privind consecințele nebănuite ale unei întâlniri cu o civilizație extraterestră.
Personajul Lucian Mirea cuprinde într-o frază problematica întregului volum Întâlnire cu Hebe:
„Socot că rostul omului e să trăiască și să moară în generația lui”